# Тобіас Вергахт
Тобіас Вергахт (нід. Tobias Verhaecht 1561, Антверпен — 1631) — південнонідерландський художник і графік доби маньєризму і раннього фламандського бароко.

## Життєпис

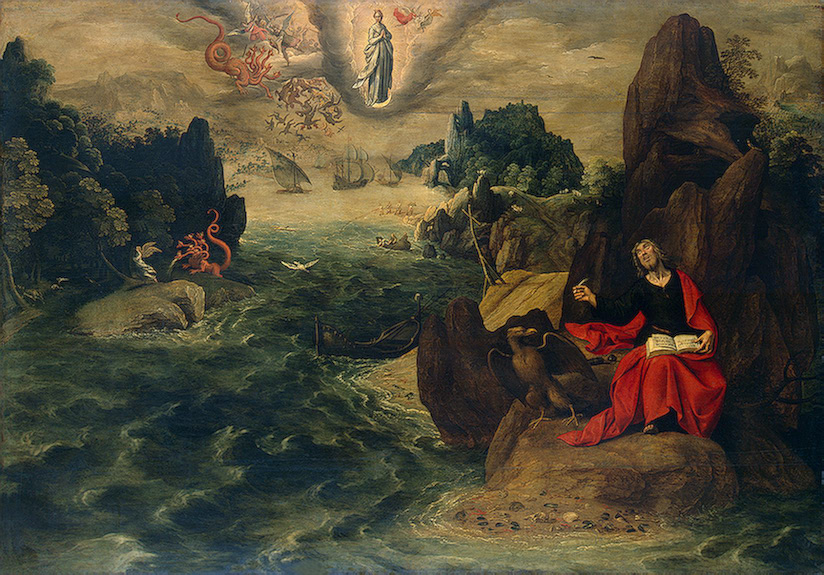
«Іван Богослов на острові Патмос», Ермітаж, Санкт-Петербург

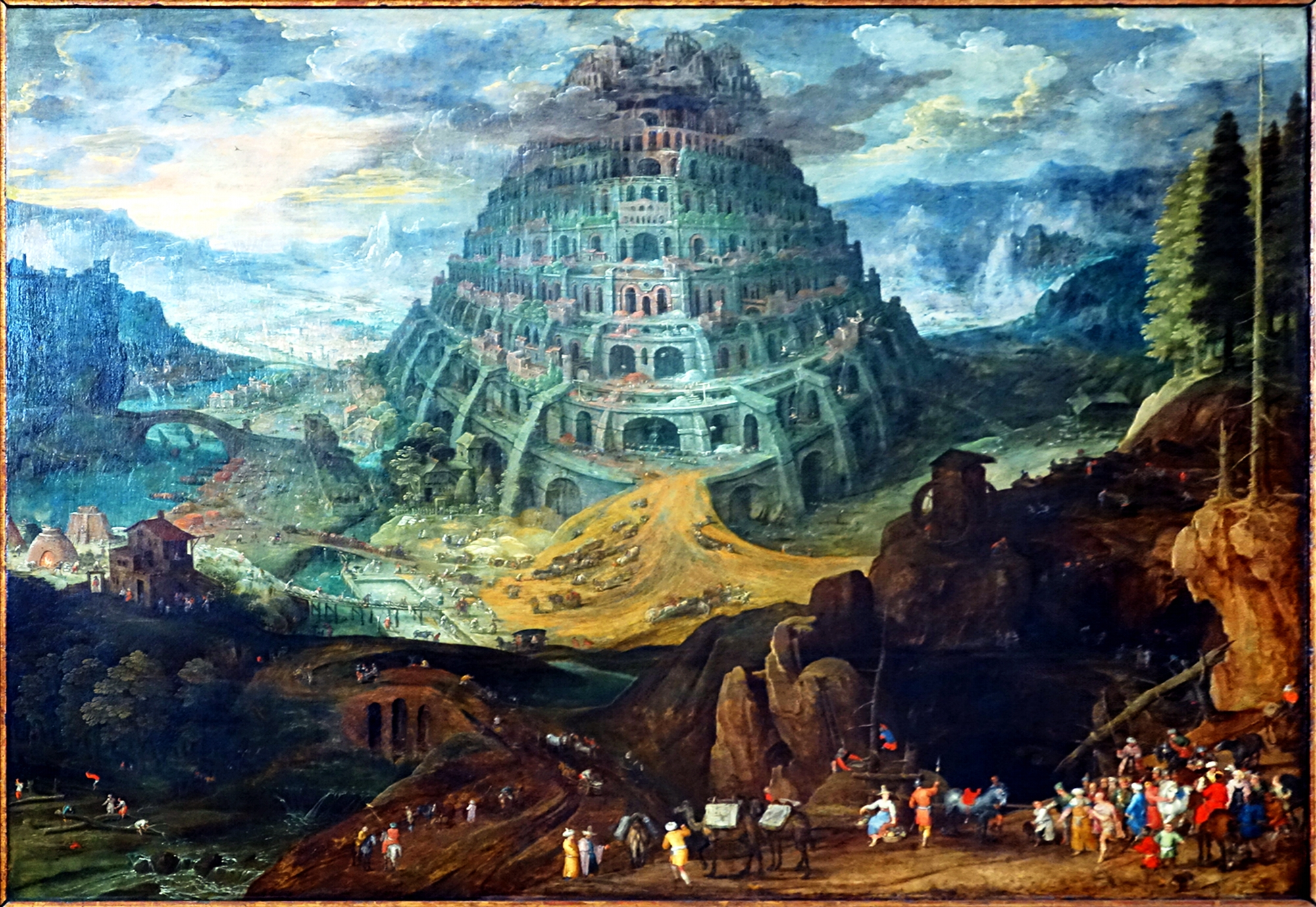
«Вавилонська вежа», Палац витончених мистецтв, Лілль

Народився в місті Антверпен. Відбув до Італії, маючи за плечима технічні навички з живопису і художню манеру, що зазнала значного впливу творів Йохима Патініра та фламандських маньєристів. Зробив вдалу художню кар'єру і став художником, наближеним до двору тосканського герцога  Франческо I (Медичі). Малював переважно пейзажі, іноді з біблійними персонажами. Під час роботи при дворі його творчість зазнала сильного впливу італійського театру XVI століття.
Повернувся до Антверпена у 1590 році, де став членом місцевої гільдії Святого Луки. Свого захоплення театром не покинув і на батьківщині, де став активістом місцевої камери риторів (або редерейкерів), явища, яке передувало появі фламандського театрального мистецтва. Відомо що він виготовляв театральні костюми для вистав, а у 1620 році став автором комедії для камери риторів.
1591 року узяв шлюб з Сюзанною ван Моккенборх (померла у 1595 році), родичкою антверпенської родини Рубенсів. Підліток Пітер Пауль Рубенс на короткий термін став його учнем (близько 1592). Але вплив на Рубенса не був значним, могутня художня особистість якого сформувалася пізніше в Італії.
Серед відомих декоративних творів митця у 1594 році — проєкт і створення декорацій для урочистого привітання в Антверпені іспанського ерцгерцога Ернста Австрійського .
Помер в Антверпені.